# Anton Schimser
Anton Schimser (* 19. Februar 1790 in Wien; † 5. August 1838 in Lemberg) war ein in Lemberg tätiger österreichischer Bildhauer, Gründer der Bildhauerfamilie Schimser.

## Leben und Werk
Anton Schimser kam 1812 nach Lemberg, sein Bruder Johann Baptist (1793–1856) folgte ihm 1826. Nach dem Tod von Johann erbte das Familienunternehmen Johanns Sohn Leopold (1833–1888), nach Leopolds Tod übernahm seine Witwe Viktoria Schimser (1838–1908) die Führung der Firma.
Anton Schimser studierte an der Akademie der bildenden Künste Wien sowie an der École nationale supérieure des beaux-arts de Paris Nach Studienabschluss war er in Rom und Bratislava tätig. In seinen Werken ist der Einfluss des Stils von Antonio Canova bemerkbar.
1812 siedelte er sich in Lemberg an, wo er eine Bildhauerwerkstatt gründete. Seit 1826 arbeitete er gemeinsam mit seinem Bruder Johann, seit 1820 mit dem Bildhauer Hartmann Witwer (1774–1825).
Schimser beschäftigte sich hauptsächlich mit der Grabmalskulptur, vor allem auf dem Lemberger Lytschakiwski-Friedhof, auch außerhalb Lembergs, sowie mit der bildhauerischen Ausschmückung der Lemberger Wohnhäuser und öffentlicher Bauten.
1833 bewarb er sich erfolglos um die Stellung des Lehrbeauftragten für Skulptur an der Akademie der Bildenden Künste Krakau.

## Grabmäler auf dem Lytschakiwski-Friedhof

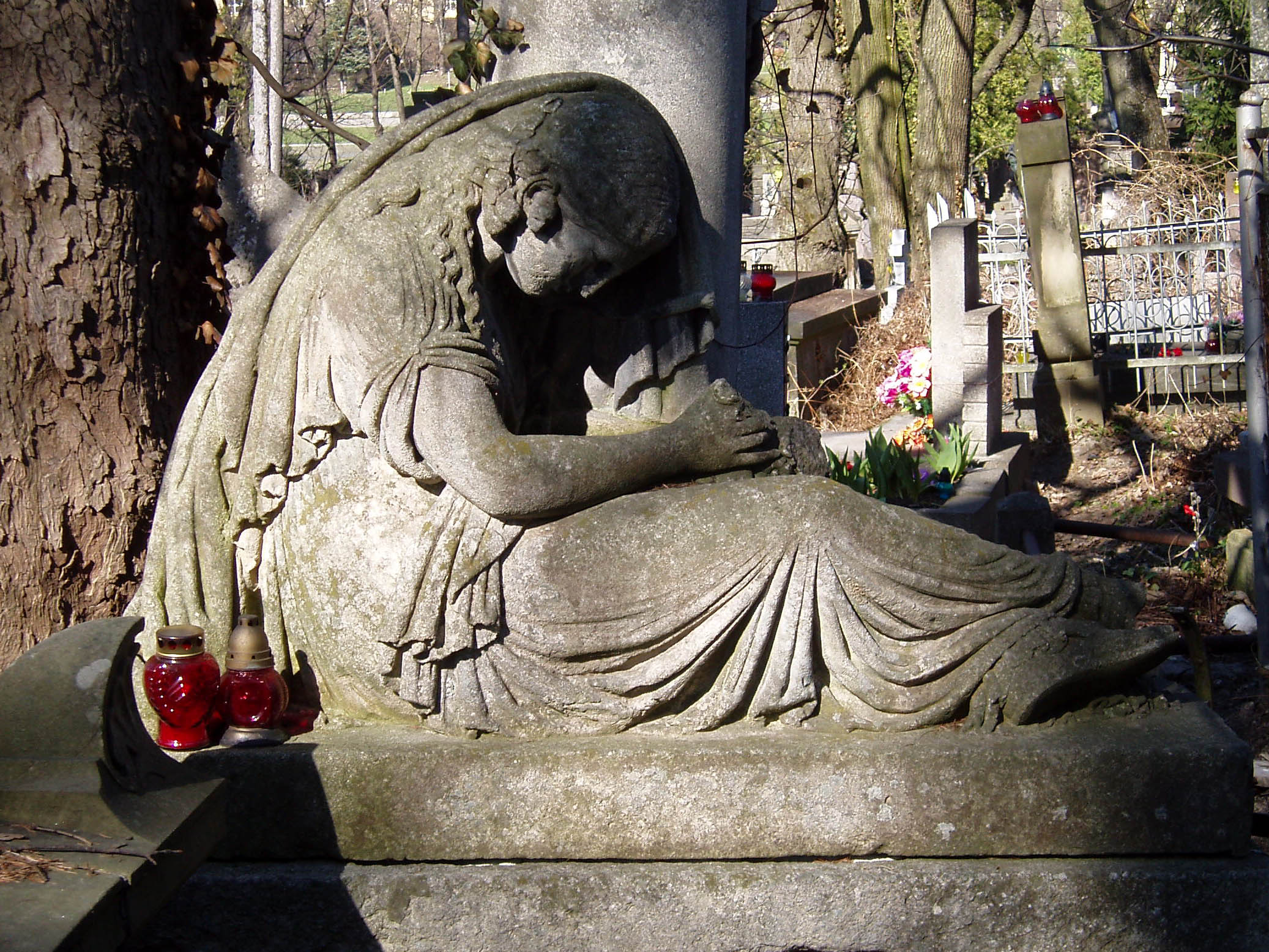
Grabmal von Apolonia Hoffman, um 1825/26

- Grabmal der Familien Breuer, Tränkl und Weigl besteht aus drei Gestalten natürlicher Größe neben einer auf einem Sockel stehender Urne.
- Grabmal von Julianna Nevather geb. Schabinger zeigt die Göttin der Nacht, die einer jungen Frau eine Sternenkrone abnimmt, und den Todesgenius mit einem Palmenwedel.
- Grabmal von Maria Chaudoir zeigt den griechischen Gott des Schlafes Hypnos mit einer verlöschenden Fackel in der Hand
- Grabmal von Amelia Gołębska zeigt die Figuren ihres Ehemanns und ihrer Tochter neben einer Urne mit ihrer Asche.
- Grabmal von Stanisław Zarwański zeigt den Todesgenius mit einer verlöschenden Fackel.
- Grabmal von Sophia Siegel geb. Schartel zeigt eine Frauengestalt mit gefalteten Händen.
- Grabmal von Anton Edmund Kriegshaber zeigt eine kniende Frauengestalt mit gehobenen Armen.
- Grabmal von Joanna Bagghofwund geb. Ruszkowski in Gestalt eines Sarkophages, dessen drei Seitenflächen Reliefs füllen, die Allegorien von Frömmigkeit und Liebe sowie Engel mit Blumenkränzen darstellen. Die vierte Seite enthält den Text des Epitaphs.
- Grabmal von Jan Hausner des Jüngeren erinnert an das Grabmal der Familie Stuart im Petersdom in Rom, ein Werk von Antonio Canova. Es ist mit einer beflügelten Kugel gekrönt, einem Symbol der kaufmannschaft.
- Grabmal von Jan Hausner des Älteren hat die Form der Bundeslade beschützt durch vier Cherubgestalten, oben befindet sich eine Urne mit Schwanenreliefs.
- Grabmal des Statthalters von Galizien und Lodomerien Franz Seraph Freiherr von Hauer[1][2] in Form eines ägyptischen Portals von zwei Löwenfiguren behütet. Das Grabmal war wahrscheinlich dem Grabmal des Papstes Clemens XIII. von Antonio Canova nachempfunden.
- Im Grabmal der Familien Hoffmann und Vogel ruht unter anderen Georg Hoffmann, der Inhaber des Lemberger Hotel George. Das Grabmal besteht aus einem Obelisk mit dem Relief tanzender Schutzgeister, einem Obelisk mit liegender Frauengestalt und drei betender Jungfrauen, einem beflügelten Genius mit einer Urne und daneben sitzender Klagefrau.
- Grabmal von Rosalie Mieleniewska geb. Gross-Rypiński zeigt eine Männerfigur mit einem Wappenschild  neben einer mit einer Urne gekrönten Säule. Das Relief am Sockel stellt sechs Mädchen und einen Säugling, wahrscheinlich die Waisen, dar.

## Ausschmückung der Lemberger Architektur
- Reliefs auf der Fassade der Kreditanstalt (1821-1822)
- Fassade und Innenräume der Baworowski-Bibliothek
- Ausschmückung des Chołoniewski-Palastes (1818-1820, abgebrochen 1880)
- Ausschmückung des Mietshauses Krakowska-Str. 11 (1826-1828)
- Denkmal von Gouverneur Franz von Hauer in der Dominikanerkirche (1823-1824)
- Reliefs auf der Fassade der Mititärbadeanstalt (1820, aufbewahrt im Historischen Museum)
- Sphinxreliefs im Giebel des Gebäudes Zielona-Str. 102 (1829)